# Aquemini
Aquemini – trzeci album duetu hip-hopowego OutKast, wydany 29 września 1998 przez wytwórnię LaFace Records. Nazwa płyty powstała poprzez połączenie nazw znaków zodiaku muzyków – Aquarius (Big Boi), Gemini (André).
Album został w 2012 roku uwzględniony na liście 500 albumów wszech czasów według magazynu Rolling Stone, zajmując na niej ostatnie 500. miejsce.

## Lista utworów
1. "Hold on, Be Strong"
2. "Return of the "G" "
3. "Rosa Parks"
4. "Skew It on the Bar-B"
5. "Aquemini"
6. "Synthesizer"
7. "Slump"
8. "West Savannah"
9. "Da Art of Storytellin' (Part 1)"
10. "Da Art of Storytellin' (Part 2)"
11. "Mamacita"
12. Spottieottiedogaliscious"
13. "Y'all Scared"
14. "Nathaniel"
15. "Liberation"
16. "Chonkyfire"